# Droga wojewódzka nr 472
Droga Wojewódzka nr 472 (DW472) – droga w granicach Gdańska łącząca Aleję Grunwaldzką z obwodnicą trójmiejską i Portem Lotniczym im. L. Wałęsy w ciągu Trasy Słowackiego. 

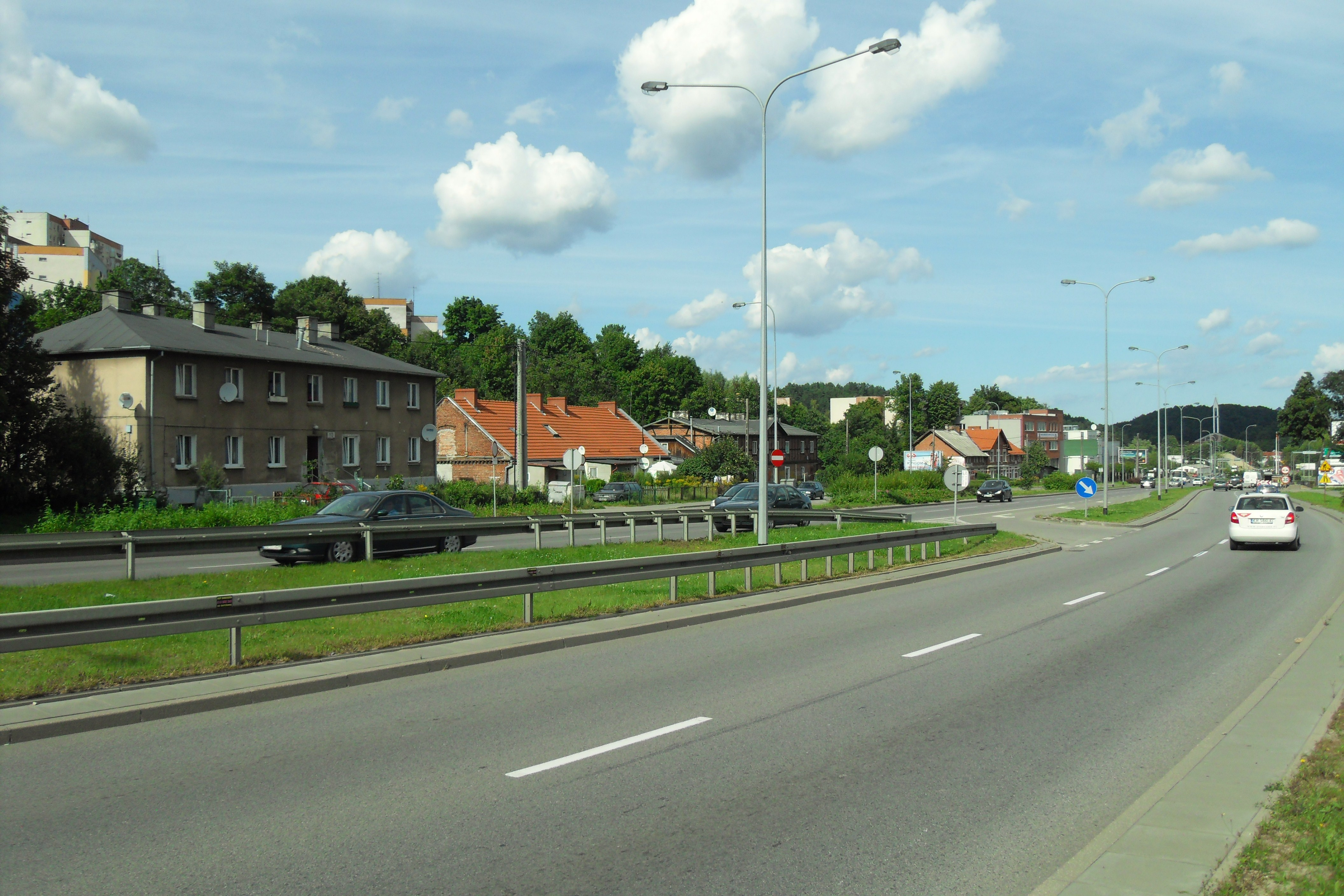
DW472 w Brętowie

Obejmuje górny odcinek al. Żołnierzy Wyklętych (położony w dzielnicy Wrzeszcz Górny) oraz większość górnego odcinka ul. Juliusza Słowackiego (od granicy Wrzeszcza Górnego przez Brętowo do Portu Lotniczego - bez końcowego odcinka przy granicy miasta Gdańska).
Rozpatrywane jest przedłużenie drogi w przyszłości od Portu Lotniczego do Miszewa, gdzie planowana jest budowa węzła przyszłej obwodnicy metropolitalnej Trójmiasta w ciągu drogi ekspresowej S6.